# Napoli spara!
Napoli spara! è un film poliziottesco del 1977, diretto da Mario Caiano.
Rappresenta lo spin-off della Trilogia del commissario Betti. Infatti, il protagonista è il commissario Belli (interpretato da Leonard Mann), il sostituto del commissario Betti. Compare anche Gennarino, bambino già presente in Napoli violenta, secondo capitolo della trilogia.

## Trama
A Napoli il giovane commissario Antonio Belli, nonostante la buona volontà e l'appoggio di una squadra speciale non riesce ad arrestare il bandito Salvatore Santoro sicuro della protezione del padrino Don Alfredo Criscuolo, boss della camorra che gestisce tutti i mercati di droga della città. Neppure il tentativo di mettergli contro una banda rivale conduce a migliori risultati, e Santoro ed i suoi continuano a mettere a segno diversi colpi e a spargere il terrore in città. Finalmente catturato e messo in prigione, Santoro ne evade per intervento dell'anziano boss. Il commissario Belli viene sospettato dai suoi superiori di amicizia con il boss. L'unico modo per incastrare Santoro sarà tendergli una trappola. Alla fine il camorrista sarà ucciso in una sparatoria alla Stazione di Napoli Centrale.

## Colonna sonora
La colonna sonora è composta da Francesco de Masi e include il tema Gangster Story di Guido e Maurizio De Angelis, già presente in La polizia incrimina, la legge assolve e Roma violenta. I brani della colonna sonora dell'edizione CD della Beat Records del 2007 sono:
1. Violent Life
2. Si Putesse Cagnarme 'Stu Core
3. A Paper Separe
4. The Train Robbery
5. Elena
6. Double Gaming
7. A Bursting Punishment
8. Gangster Story
9. Everybody Has To Live
10. The Car Over The Bricks
11. Deadly Crossing
12. A Car For Gennarino
13. A Flight For Game
14. Santoro's Den
15. The Game Is Going To
16. The Park, The Jail, The Justice
17. Death Must Wait
18. Special Mineral Water
19. The Lady From France
20. An Innocent End Title
21. Smooth Thrill

## Distribuzione
Distribuito nei cinema italiani il 22 febbraio 1977, Napoli spara! ha incassato complessivamente 1.049.324.370 lire dell'epoca.

## Accoglienza

### Critica
Il film si può considerare come una sorta di sequel di Napoli violenta, pellicola di Umberto Lenzi realizzata l'anno prima. Infatti il commissario Belli, interpretato da Leonard Mann è il sostituto del commissario Betti, interpretato da Maurizio Merli nel film di Lenzi. Caiano decide pure di reinserire nella vicenda la figura di Gennarino, il bambino interpretato da Massimo Deda, già presente in Napoli violenta, che in questo film, già orfano del padre, si guadagna da vivere facendo il ladruncolo, e che finirà per essere ucciso involontariamente da Santoro durante un conflitto a fuoco.
A proposito del film Massimo Pepoli ha scritto su Il Messaggero: «Il filmetto, nonostante la banalità della trama, non mancherà però di soddisfare gli appassionati del genere, zeppo com'è di azione, di sangue e di sparatorie. Inoltre, qualche sporadica punta patetica e un montaggio velocissimo e ben congegnato, meritevole senz'altro di miglior causa, contribuiscono a distaccarlo un po' dalla squallida produzione corrente».